# Менетий (титан)
Мене́тий, Менэтий, Менойтий (др.-греч. Μενοίτιος) — в древнегреческой мифологии — сын титана Иапета и Климены (по Аполлодору, Асии), брат Прометея, Атланта и Эпиметея. Во время титаномахии Менетий был поражён перуном Зевса и сброшен в тартар; либо отправлен в Эреб за нечестивость и силу.